# Jang Ja-yeon
Jang Ja-yeon (* 25. Januar 1980 in Jeongeup, Südkorea; † 7. März 2009 in Seongnam, Südkorea) war eine südkoreanische Schauspielerin.

## Leben
Jang Ja-yeon wurde am 25. Januar 1980 in Jeongeup, Jeollabuk-do geboren. 1999 kamen ihre Eltern bei einem Autounfall ums Leben. Seitdem lebte sie mit ihrer älteren Schwester und ihrem jüngeren Bruder zusammen. Sie war Buddhistin.

## Karriere
Jang trat erstmals 2006 in einem Fernsehwerbespot in Erscheinung. Ihren großen Durchbruch hatte sie mit ihrer Rolle der Sunny in der K-Dramaserie Boys Over Flowers. Zudem drehte Jang die Filme Where is Jung Seung-Phill und Searching for the Elephant, die allerdings erst nach ihrem Tod veröffentlicht wurden. Jang galt als großes Schauspieltalent und ihre Filme erhielten gute Kritiken.

## Tod
Am 7. März 2009 Uhr wurde sie erhängt in ihrem Haus in Bundang, Seongnam von ihrer Schwester aufgefunden. Untersuchungen der Polizei ergaben, dass ihr Tod Selbstmord war und fanden keine Hinweise auf fremdes Eingreifen. 
Jang hinterließ eine Nachricht, gerichtet an ihren Ex-Manager Yoo Jang-ho, dass sie dem Druck der Unterhaltungsindustrie nicht standhalten konnte. Zudem beschrieb sie in der Nachricht, dass sie geschlagen wurde und von ihrem Agenten Kim Sung-hoon gezwungen wurde, mit Programmdirektoren, CEOs und anderen Medienpersönlichkeiten Sex zu haben. Zudem wurde sie auch zum Trinken alkoholischer Getränke gezwungen und klagte über schlechte Bezahlung. Die Nachricht enthielt auch eine Liste mit einigen Namen von Programmdirektoren und anderen VIPs, mit denen sie schlafen musste. Dies führte zu einer großen Debatte über die Zustände in der südkoreanischen Unterhaltungsindustrie. Die Polizei stellte daraufhin Untersuchungen bezüglich der Liste an. Es war bekannt, dass sie einige Probleme mit ihrer Management-Agentur hatte. Kim Sung-hoon wies alle Vorwürfe von sich, und behauptete, Yoo habe Jang gezwungen diesen Brief zu verfassen, um sein Unternehmen zu zerstören. Yoo machte zuvor die Liste öffentlich. Kim befand sich zu dieser Zeit in Japan, woraufhin die südkoreanische Polizei die Auslieferung forderte. Dennoch wurde der Polizei vorgeworfen, sie tue nicht genug für die Aufklärung des Falls, auch weil die Aufforderung für die Auslieferung erst zehn Tage nach Veröffentlichung der Liste erfolgte.
Ende April 2009 beendete die Polizei ihre Untersuchungen. Zwei Personen wurden festgenommen. Dies wurde von vielen südkoreanischen Medien stark kritisiert. Die Zeitung Hankyoreh schrieb, die Polizei habe nur an der Oberfläche gekratzt und Jangs Management-Agentur nicht untersucht. So warf die Hankyoreh der Polizei vor, sie habe beispielsweise einen der Beschuldigten, der ein einflussreicher Leiter der Chosun Ilbo ist, zu kurz befragt und zu schnell für unschuldig befunden. Zudem habe die Polizei die Liste nicht komplett abgearbeitet.
Am 25. Juni 2009 kündigte die Polizei die Fortsetzung der Untersuchungen bezüglich Jangs Suizid an, nachdem ihr ehemaliger Manager Kim Sung-hoon in Japan festgenommen wurde. Anfang Juli wurde Kim schließlich den südkoreanischen Behörden übergeben.
Jangs Bestattung fand am 9. März 2009 am Seoul National University Hospital im Bezirk Bundang in Seongnam statt. Anwesend waren ihre Familie, Freunde sowie Schauspielkollegen. Jang wurde in Jeongeup, direkt neben dem Grab ihrer Eltern beigesetzt.
Schließlich wurden lediglich am 1. Oktober 2010 Kim und Yoo zu je einem Jahr Haft verurteilt. Kim wurde verurteilt wegen Veruntreuung und Ausübung von Gewalt gegen Jang, Yoo wurde für die Veröffentlichung der „Jang-Ja-yeon-Liste“ verurteilt. Beide erhielten außerdem zwei Jahre Bewährung und 160 gemeinnützige Arbeitsstunden. Alle anderen in der Liste angesprochenen Personen wurden für unschuldig befunden.
Nach Ansicht der Medien wurde der Fall nie richtig aufgeklärt und ist laut der Los Angeles Times auch noch 22 Monate nach Jangs Tod ein Thema.
Am 7. März 2011 gab der südkoreanische Justizminister Lee Kwi-nam bekannt, dass er es in Betracht zieht, den Fall ein weiteres Mal zu untersuchen, aufgrund des öffentlichen Drucks. Einen Tag zuvor enthüllte der Fernsehsender SBS weitere 230 Briefseiten (50 Briefe), die laut Experten von Jang stammen. Diese Briefe schrieb sie einem Freund, der selber seit 2003 im Gefängnis sitzt, zwischen 2005 und 2009. In diesen tagebuchähnlichen Briefen beschrieb sie, wie bei der zuvor veröffentlichten Liste, was sie durchmachen musste und dass ihr Manager ihr drohte, den Vertrag zu beenden, falls sie nicht tue, was er ihr sagte. In diesen Briefen nennt sie 31 Personen, mit denen sie Sex haben musste. Rund ein Dutzend davon wurden schon 2009 von der Polizei befragt und für unschuldig befunden. Außerdem müssten auch ihre Schauspielkolleginnen das gleiche durchmachen. Nach dem Bericht von SBS waren der Polizei die Briefe bekannt, allerdings wurden sie ignoriert. Auch das zuständige Gericht soll schon zuvor die Briefe erhalten haben. Am 16. März gab die Polizei bekannt, dass die neu aufgetauchten Briefe gefälscht seien und der Fall deshalb nicht neu aufgerollt werde.
2013 wurde der Film Norigae veröffentlicht, der auf den Ereignissen basiert.

## Filmografie

### Film
- 2009: Where is Jung Seung-Phill (정승필 실종사건; Jeong Seung-pil Siljongsageon)
- 2009: Searching for the Elephant (펜트하우스 코끼리; Pyenteuhauseu Kokkiri)

### Fernsehen
- 2009: Boys Over Flowers (꽃보다 남자; Kkot-boda Namja)